# Edu Marangon
Edu Marangon (São Paulo, 1963. február 2. –) brazil válogatott labdarúgó.
A brazil válogatott tagjaként részt vett az 1987-es Copa Americán.

## Statisztika
| Brazil válogatott | Brazil válogatott | Brazil válogatott |
| Időszak           | Mérk.             | gól               |
| ----------------- | ----------------- | ----------------- |
| 1987              | 8                 | 1                 |
| 1988              | 0                 | 0                 |
| 1989              | 0                 | 0                 |
| 1990              | 1                 | 0                 |
| Összesen          | 9                 | 1                 |